# Cornelis Crul
Cornelis Crul of Cornelis Cruls (Antwerpen, circa 1500 – aldaar, circa 1550) was een Vlaams dichter, toneelschrijver en koopman te Antwerpen.

## Biografie

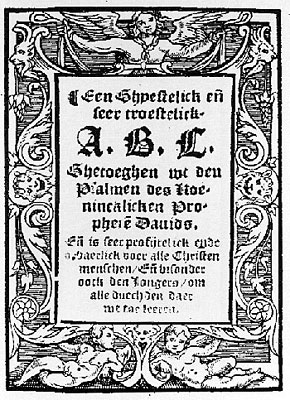
Den gheestelijcken abc uit 1554

Crul was een zoon van de Antwerpse koopman Jan Crul. Hij was gehuwd met Katelijne Petitpas, met wie hij drie kinderen kreeg. In een schepenbrief staat Crul aangeschreven als coopman. Hij schreef zijn gedichten in de stijl van de rederijkers. In notities omtrent Crul staat dat hij stierf tussen 1538 en 1551.
Naast het schrijven van reformatorische teksten als Den gheestelijcken abc, waarvan in het British Museum een handschriftje van Crul bewaard bleef, vertaalde hij psalmen. Tevens schreef hij kluchten over maatschappelijke misstanden, zoals Heynken de Luyere, waarvan het enige bekende exemplaar in de Koninklijke Bibliotheek in Den Haag bewaard wordt. 

### Werken van Cornelis Crul
- Carnation (1533)

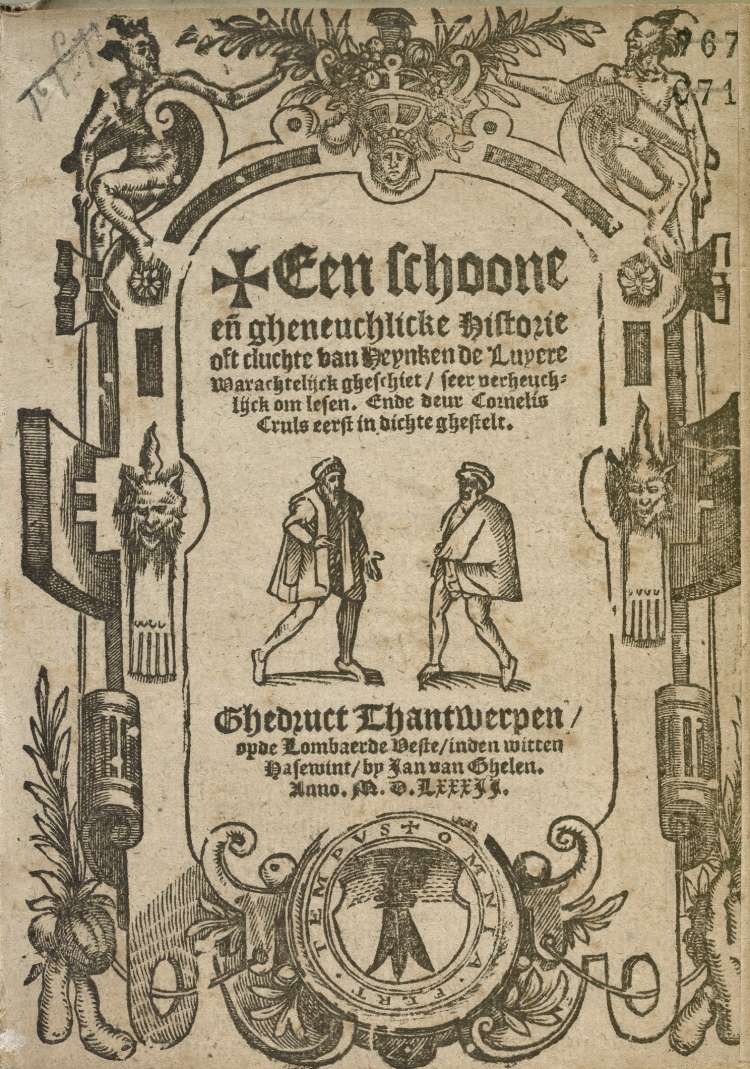
Schoone ende gheneuchlike historie of cluchte van Heynken de Luyere uit 1582

- Cluchte van eenen Dronckaert (tussen 1530/1545)
- Den gheestelijcken abc (tussen 1530/1545)
- Mont toe, Borse toe (tussen 1530/1545)
- Schoone ende gheneuchlike historie of cluchte van Heynken de Luyere (tussen 1530/1545)
- Sommighe schoone Colloquien oft tsamensprekinghen uut Erasmo Roterodamo (tussen 1530/1545)
- Tweesprake van den rijcken ghierighen (tussen 1530/1545)
- Colloquiën oft tsamen-sprekinghen van Erasmus, een vertaling van een deel van het werk van Desiderius Erasmus

### Uitgaven
- Heynken de Luyere en andere gedichten (ed. C. Kruyskamp) (alleen scans beschikbaar, 1950)
- Religieuze poëzie van Cornelis Crul (ed. L. Roose) (alleen scans beschikbaar, 1954).